# Buxaceae
Buxaceae é uma pequena família de plantas com flor, composta por 4 ou 5 géneros e 90-120 espécies. São arbustos ou pequenas árvores, de distribuição cosmopolita. Um quinto género, por vezes aceite no passado (Notobuxus), foi incluido no género Buxus, após estudos genéticos (Balthazar et al., 2000).
A família é reconhecida pela maioria dos taxonomistas. No entanto, a sua colocação e circunscrição tem variado; alguns taxonomistas tratam Styloceras na sua própria família Stylocerataceae, e outros têm incluido  Simmondsia (usualmente colocada na sua própria família Simmondsiaceae) na família Buxaceae.
O sistema APG II, de 2003, reconhece esta família, mas numa nova circunscrição que inclui o género Didymeles (duas espécies originárias de Madagáscar). No entanto, o sistema APG II permite a segregação opcional deste género como família Didymelaceae. Isto representa uma ligeira mudança em relação ao sistema APG, de 1998, que reconhecia firmemente as duas famílias como separadas. Em ambos os sistemas, a família Buxaceae não está atribuida a nenhuma ordem e é deixada no meio das linhagens basais de eudicotiledóneas.
No atual APG IV (2016), foi adicionado mais dois gêneros à essa família: Haptanthus e Didymeles, devido a extinção das famílias Haptanthaceae e Didymelaceae no qual também eram pertencentes à ordem Buxales. 